# 摂取院 (半田市)
摂取院（せっしゅいん、攝取院）は、愛知県半田市前崎東町44にある西山浄土宗の寺院。山号は光明山。本尊は阿弥陀如来。四国直伝弘法八十八ヶ所霊場第24番札所。

## 歴史

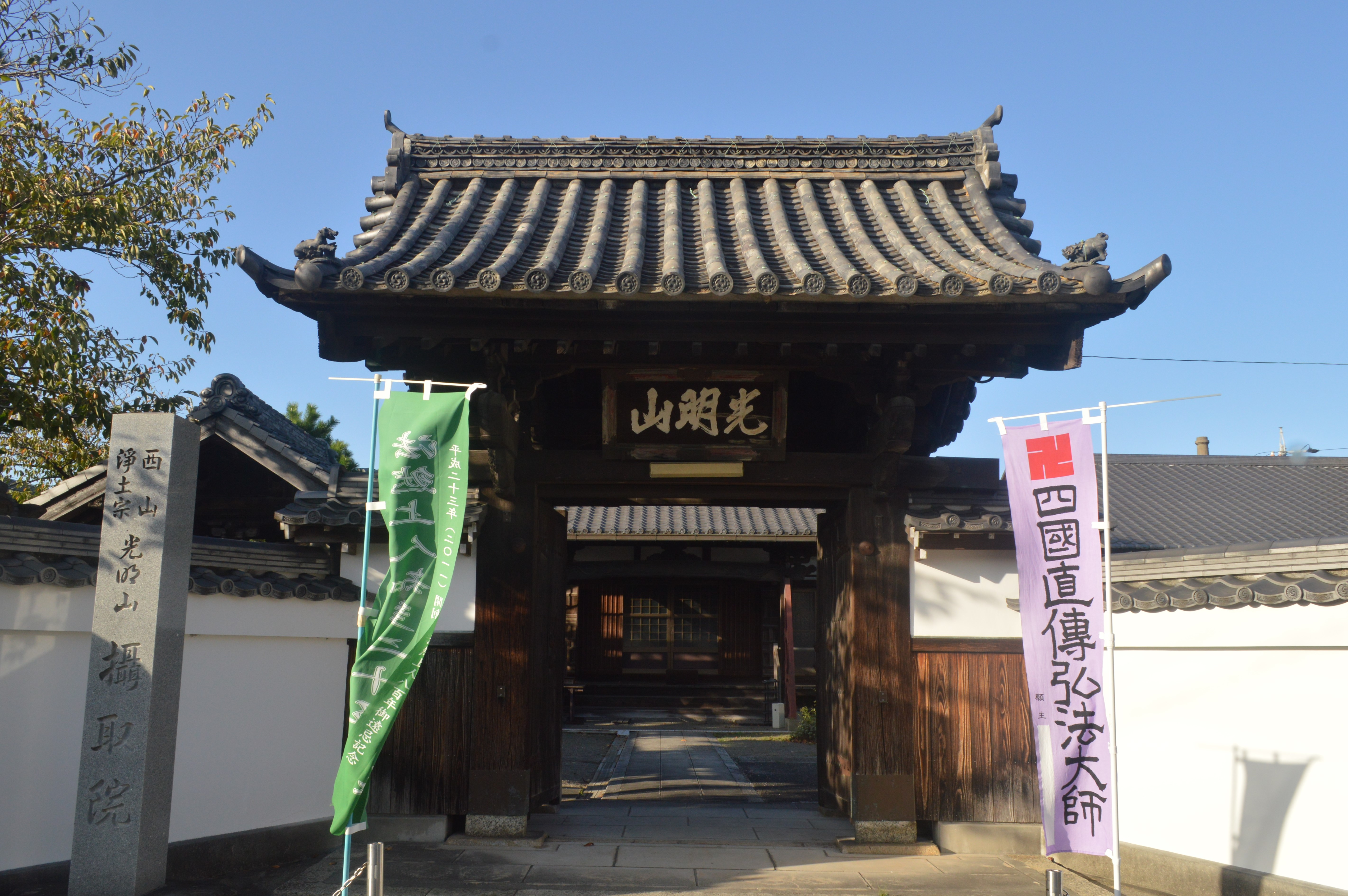
山門

文明4年（1472年）5月下旬、榊原安左衛門が十王堂を建立したとされる。明応7年（1498年）11月、賀天和尚の代に本堂が建立されたが、天台宗だった時代の名称は不明である。本尊の阿弥陀如来像は恵心僧都の作と伝わる。
当初は天台宗の寺院だったが、天明2年（1782年）3月に浄土宗に改宗し、常楽寺の末寺となった。江戸末期に小田切春江によって編纂された地誌『知多土産』には摂取院のイブキも描かれている。
上半田には龍台院、摂取院、順正寺の3寺が並んでいるが、摂取院はその中央にあるため中寺とも呼ばれている。

## 境内
- 本堂 - 二層寄棟造[2]。
- 地蔵堂
- 山門

## 文化財

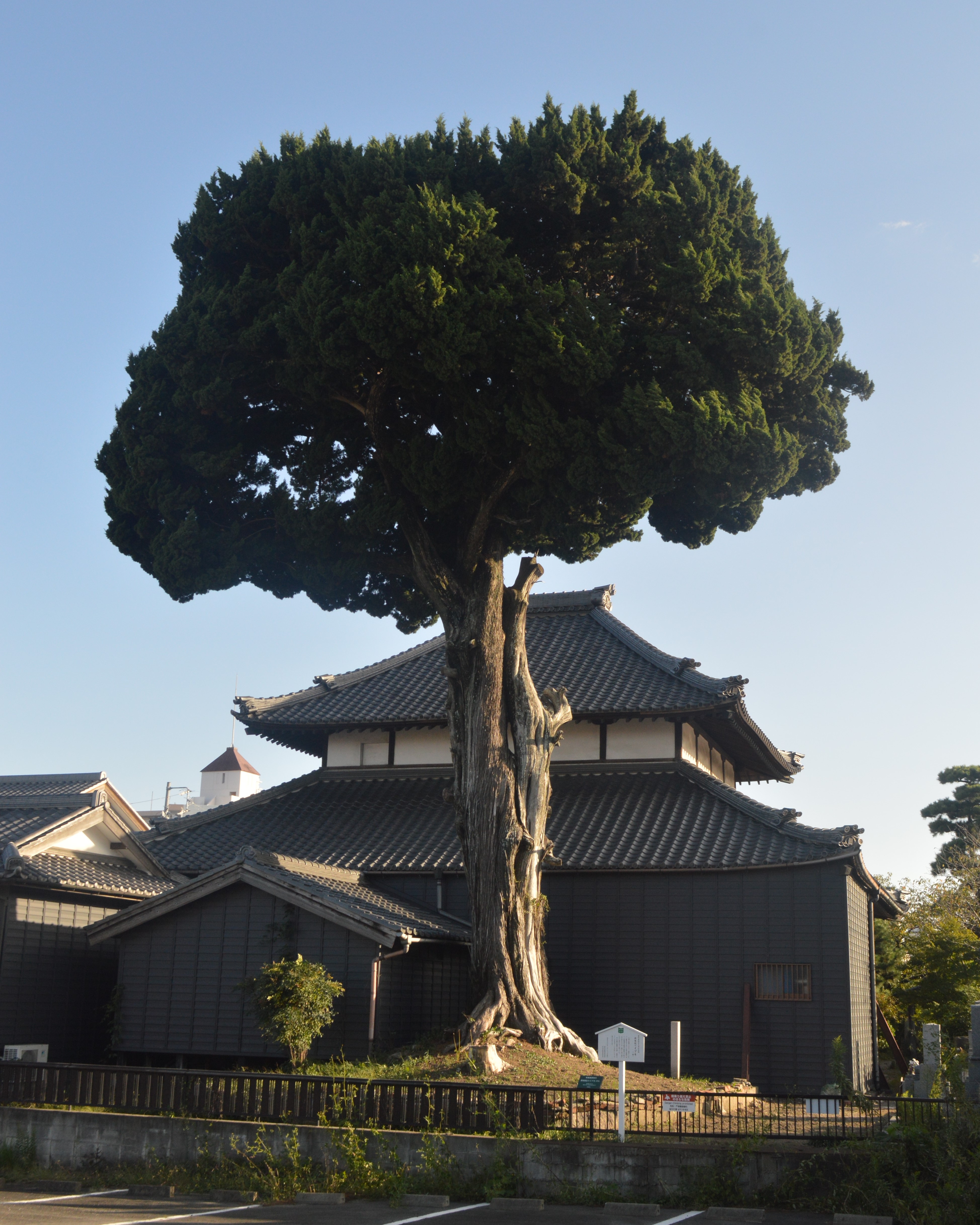
イブキ

### 県指定天然記念物
- 「摂取院のイブキ」
  - 目通り3.75メートル、根周り8メートル、樹高約15メートル[1]。
  - 1975年（昭和50年）4月11日、半田市指定文化財に指定された[4]。

## 現地情報
- 名鉄河和線知多半田駅から徒歩10分